# Sjötofta
Sjötofta är en småort i Tranemo kommun och kyrkbyn i Sjötofta socken i Västergötland. Invånarna uppgick 2005 till 208 i antalet (vilket gjorde orten till tätort, en status den förlorade 2010).
Sjötofta kyrka ligger i denna by.
I Sjötofta finns ett omtalat gravfält kallat "Bruden och Brudgummen". Gravfältet innehåller flera domarringar.
Järnvägen Västra Centralbanan förband tidigare Sjötofta med omvärlden. Idag är stationen sydlig ändpunkt för de som cyklar dressin på den nedlagda järnvägen från Ambjörnarp (7 km norrut).

## Befolkningsutveckling
| Befolkningsutvecklingen i Sjötofta 1980–2015                                                                 | Befolkningsutvecklingen i Sjötofta 1980–2015 | Befolkningsutvecklingen i Sjötofta 1980–2015 | Befolkningsutvecklingen i Sjötofta 1980–2015 | Befolkningsutvecklingen i Sjötofta 1980–2015 |
| --- | -------------------------------------------- | -------------------------------------------- | -------------------------------------------- | -------------------------------------------- |
| |                                              |                                              |                                              |                                              |
| År |                                              |                                              | Folkmängd                                    | Areal (ha)                                   |
| 1980 | 1980                                         |                                              | 198                                          |                                              |
| 1990 | 1990                                         |                                              | 272                                          | 61                                           |
| 1995 | 1995                                         |                                              | 266                                          | 65                                           |
| 2000 | 2000                                         |                                              | 239                                          | 65                                           |
| 2005 | 2005                                         |                                              | 208                                          | 65                                           |
| 2010 | 2010                                         |                                              | 181                                          | 65**                                         |
| 2010 | 2010                                         |                                              | 146                                          | 22#                                          |
| 2015 | 2015                                         |                                              | 172                                          | 37#                                          |
| Anm.: Ny tätort 1980. Upphörde som tätort 2010. ** Som upphörd tätort (mindre än 200 invånare) # Som småort. |                                              |                                              |                                              |                                              |